# Trioxyde
Un trioxyde est un oxyde dont la formule comporte trois atomes d'oxygène.
Dans les trioxydes minéraux, les trois atomes d'oxygène sont généralement liés à un ou deux autres atomes (métaux ou métalloïdes) :
- CO3, CrO3, MoO3, ReO3, RnO3, SO3, TeO3, UO3, WO3, XeO3 ;
- As2O3, B2O3, Bi2O3, Cl2O3, Fe2O3, H2O3, N2O3, P2O3, Sb2O3, V2O3.

Dans les hydrotrioxydes organiques, les trois atomes d'oxygène sont liés d'un côté à un atome d'hydrogène et de l'autre à un radical, suivant la formule ROOOH.